# Johann Konrad Dippel

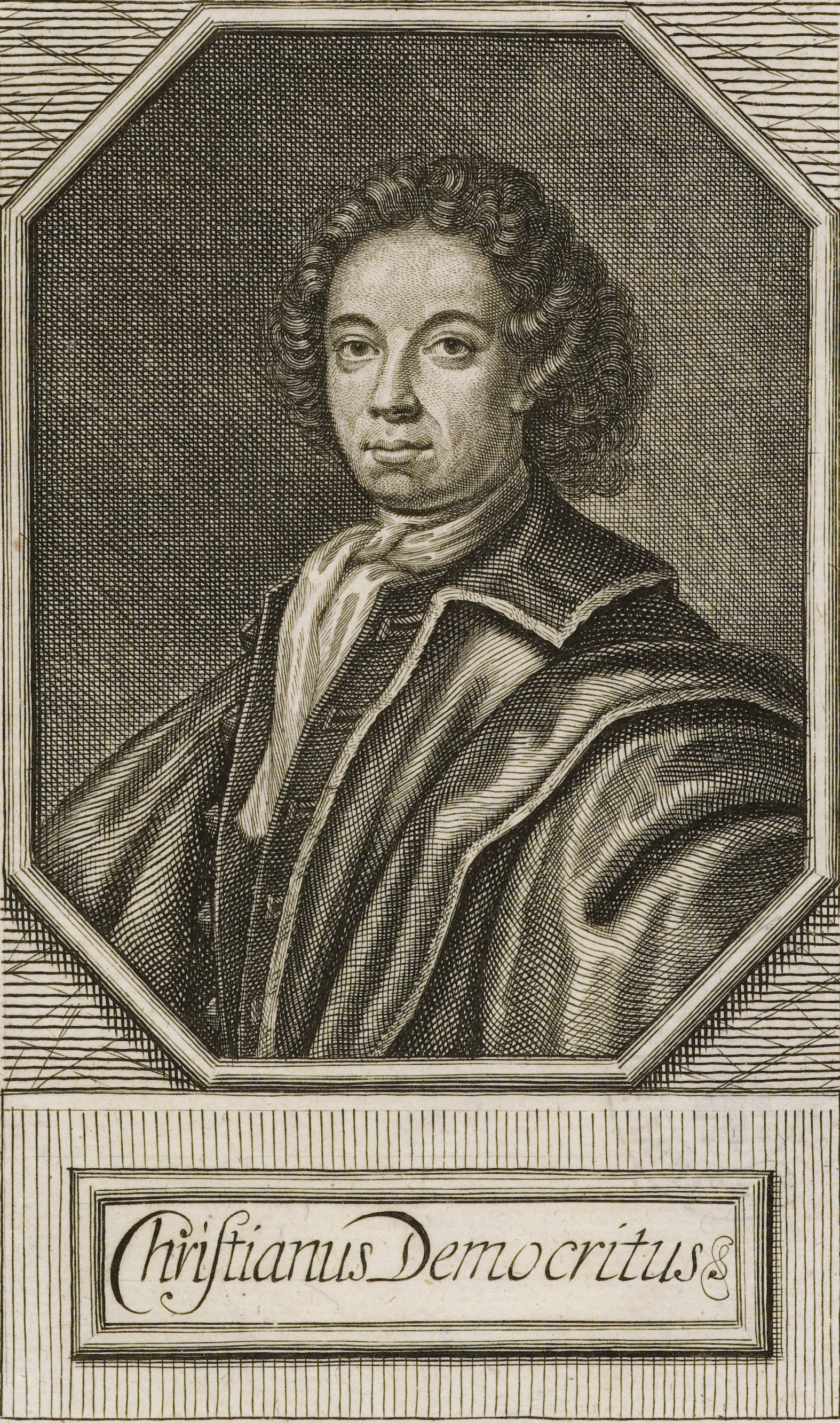
J. K. Dippel alias Christianus Democritus

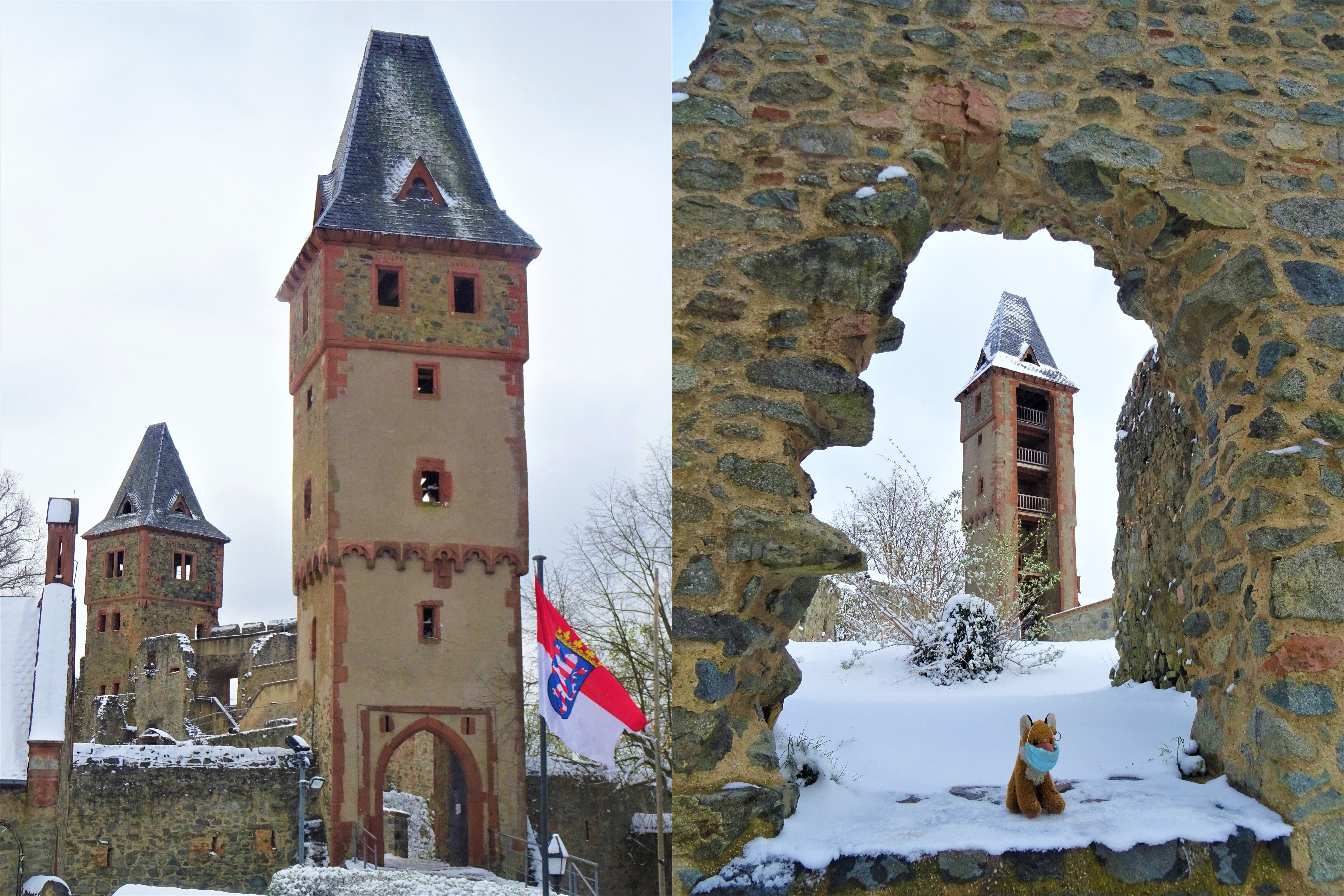
Burg Frankenstein

Johann Konrad Dippel (* 10. August 1673 auf Burg Frankenstein (Odenwald); † 25. April 1734 auf Schloss Wittgenstein in Bad Laasphe) war ein deutscher Theologe, Alchemist und Arzt, der auch die Pseudonyme Christianus Democritus, Ernst Christian Kleinmann und Ernst Christoph Kleinmann führte.

## Leben
Dippel absolvierte zunächst ein philosophisches Grundstudium an der Universität Gießen, das er 1693 als Magister artium abschloss. Danach begann er mit dem Theologiestudium, bevor er im Odenwald als Hauslehrer wirkte. Schon in der Zeit seines Gießener Studiums kam er mit dem Pietismus in Berührung. So wohnte er in der von dem Pietisten Johann Heinrich Mey geleiteten Gießener Stipendiatenanstalt mindestens vier Semester lang und musste die dortigen Lehrveranstaltungen besuchen.
In Gießen mochte er sich der neuen Frömmigkeitsbewegung jedoch noch nicht anschließen. Stattdessen gebärdete er sich geradezu als Pietistenhasser und schrieb sogar eine antipietistische Streitschrift, deren Manuskript jedoch verloren ging. Während eines Studienjahres in Straßburg 1695/96 ging aber die Saat auf, die in der stark pietistisch ausgerichteten Gießener Universität gesät worden war. Hatte sich Dippel zunächst in Straßburg offenbar auch mit alchimistischen Studien beschäftigt, wandte er sich nach der Lektüre mehrerer Schriften von Philipp Jakob Spener dem Pietismus in dessen Sinne zu.
Nach der Rückkehr in die hessische Heimat bemühte sich Dippel vergeblich um eine Professur an der Gießener Hochschule. Für eine kurze Zeit wurde er stattdessen als Prinzenerzieher am hessen-darmstädtischen Hof beschäftigt. Im Sommer 1697 kam es zu einer folgenschweren Wende im Leben des jungen Theologen. Seit dieser Zeit kann er als radikaler Pietist gelten. Doch für diese Entwicklung ist der Einfluss von Gottfried Arnold wohl weit geringer, als bisher angenommen. Seit dieser Zeit veröffentlichte Dippel zahlreiche populäre Streitschriften gegen die Orthodoxie.
1704 bis 1707 lebte er in Berlin, wo er als Alchemist versuchte, Silber und Quecksilber in Gold zu verwandeln, teilweise in Zusammenarbeit mit Johann Georg Rosenbach. Er genoss beim König Friedrich I. hohes Ansehen und wurde auch hinzugezogen, als es um die Beurteilung der Fähigkeiten des Hochstaplers und Alchemisten Domenico Manuel Caetano ging, der für den König Gold herstellen sollte, darin versagte und hingerichtet wurde. Er durchschaute zwar einige von Caetanos Tricks, ließ sich durch diesen aber bei einer Demonstration der vorgeblichen Transmutation von Quecksilber in Silber täuschen, die er für echt hielt. Als er auf Verlangen von Karl XII. 1707 wegen einer Streitschrift gegen Johann Friedrich Mayer (Superintendent in Pommern, das damals schwedisch war) vorübergehend verhaftet worden war, floh er aus Berlin in schwedischer Uniform. Bis 1714 hielt er sich in Holland auf, wo er in Maarsen (am Kanal zwischen Amsterdam und Utrecht) ein Haus kaufte und das Bürgerrecht erhielt, in Leiden 1711 in Medizin promovierte und als Arzt und Alchemist bzw. Chemiker erfolgreich tätig war. 1714 bis 1717 lebte er im damals dänischen Altona, wo er wegen einer Verleumdung eines hohen Beamten zu lebenslanger Haft verurteilt wurde und auf der Insel Bornholm einsaß. Aus der Haft wurde er 1726 auf Anweisung der dänischen Königin entlassen und ging dann zunächst nach Kristianstad auf Einladung des reichen Kaufmanns Johan Hoffmeister (1699–1744) und 1727 nach Stockholm, wo er wieder als Arzt am Hof wirkte. In Schweden des Landes verwiesen, besuchte er 1728 seine Anhänger in Lauenburg, Lüneburg, Celle, Hannover und Goslar. Die Superintendenten von Lüneburg und Clausthal erreichten, dass er im Dezember 1729 des Landes verwiesen wurde.
In seinen letzten Lebensjahren lebte er in Berleburg, zeitweise auch direkt im Schloss Berleburg des Grafen Casimir zu Sayn-Wittgenstein-Berleburg. Dieses Wirken findet auch in den Tagebüchern des Grafen mehrfach Erwähnung. Bestattet wurde er in der ev. Kirche Bad Laasphe, dem Sitz der damaligen Grafen von Sayn-Wittgenstein-Hohenstein. Der bei Traisa, einem Ortsteil der Gemeinde Mühltal im Landkreis Darmstadt-Dieburg, gelegene Dippelshof ist nach seinem älteren Bruder Johann Albert Dippel benannt, der den Hof im Jahre 1710 neu aufbauen ließ.
Der gut zehn Jahre später im in der Nähe von Berleburg liegenden Hilchenbach aufgewachsene Johann Heinrich Jung-Stilling setzte ihm folgendes Denkmal, das Dippel zutreffend charakterisieren dürfte: „Dippel war ein großer Kopf, zugleich aber unbiegsam, stolz, emporstrebend, und ein beißender Tadler; er fürchtete nichts in der ganzen weiten Welt; es scheint, dass er gerne ein Geistlicher geworden wäre, und mir kommts so vor, als wenn er in diesem Stande das unterste zu oberst gekehrt haben würde […] Er verband also die mystische Moral mit der Glaubenslehre unserer neuesten Theologie, und nebenher noch mit allerhand Grillen. Das war in der That ein wunderlicher Mischmasch!“

## Wirken
1697 wandte er sich, unter dem Einfluss der Schriften Jakob Böhmes, unterstützt von Gottfried Arnold, dem Pietismus zu, freilich stark geprägt von dem ihm eigenen Individualismus und seiner Radikalität. Die pietistische Vorstellung der Wiedergeburt steigerte er bis zur Selbsterlösung durch substantielle Umwandlung als Folge der Wiedergeburt. Die dogmatische Aussage vom stellvertretenden Leiden Christi (insbesondere in der Form der Satisfaktionslehre) des Anselm von Canterbury wurde ebenso Ziel seiner scharfen Angriffe wie der kirchenfreundliche Pietismus. Dass seine streitbare und zuweilen unflätig-polemische Art daneben der Bekämpfung der Orthodoxie wie dem philosophischen Determinismus galt, versteht sich fast von selbst. Im Mittelpunkt seines Denkens stand die Freiheit des Individuums. Deshalb lehnte er auch den Determinismus Hobbes und Spinozas ab. Seine Radikalität verhinderte seine Berufung auf die 3. theologische Professur in Gießen, für die er vorgeschlagen worden war.
Er ist der erste Autor, der den Begriff „aufgeklärt“ in die Literatur einbrachte:

„Es suchten nemlich die aufgeklärte und erleuchtete Gemüther / durch die Bibel das Recht der Natur zu verjagen / und wenn ihnen den dieser Schein-heilige Anschlag gelungen wäre / so würden sie sich bemühen / die Bibel / durch ihre Erleuchtungen ebenmäßig zu vertreiben / damit sie / wenn solche Mittel denen Menschen aus den Händen gedrehet wären / sich eines Dominats desto sicherer über Selbige anmassen könten.“

Er betrachtete die Alchemie als eine ernsthafte Wissenschaft, die nicht „im Geheimen“ auszuüben sei, und finanzierte damit seinen Lebensunterhalt. Durch Destillation von Knochen und/oder Fleisch gewonnene animalische Öle waren schon vor ihm bekannt. Das nach ihm benannte ätherische Öl (Dippels Tieröl) wurde bekannt durch seine in der Dissertation in Leiden (De vitae animalis morbo et medicina) aufgestellte Behauptung, damit ein Elixir vitae, eine Universalarznei gefunden zu haben. Es wurde als Mittel gegen Würmer und zur Behandlung der Epilepsie eingesetzt und fand sich bis ins 19. Jahrhundert in den Apotheken. Doch schon Diderot fragte in der Encyclopédie nach veröffentlichten Beweisen für die Wirksamkeit. Dippel war laut Georg Ernst Stahl in Berlin (um 1706) an der Entdeckung bzw. ersten Herstellung des Pigments Berliner Blau durch Johann Jacob Diesbach beteiligt. Diesbach entdeckte es zufällig, als er ein Abfallprodukt aus Dippels Labor verwendete – verunreinigte Pottasche, mit dem Dippel sein Tieröl gereinigt hatte. Zeitweise produzierte Dippel auch selbst Berliner Blau, das erste synthetische Pigment und damals als blaue Malerfarbe sehr begehrt, nachdem er nach Holland geflohen war.

## Dippel als Vorbild fürFrankenstein
Dippels Verbindung zur Burg Frankenstein führte zu der Theorie, dass er das Vorbild für Mary Shelleys Roman Frankenstein war. Die Hypothese wurde erstmals aufgestellt durch Radu Florescu in seinem Buch In Search of Frankenstein (1977), in dem er spekuliert, dass Mary Shelley das Schloss während ihrer Reisen auf dem Rhein mit Percy Shelley besichtigte und lokale Legenden über Dippel erfahren haben könnte.
Der Heimatforscher Walter Scheele ergänzte, dass die Legenden in den Dörfern rund um das Schloss zudem von Jacob Grimm zu Mary Jane Clairmont, Übersetzerin von Grimms Märchen und Stiefmutter von Mary Shelley, übermittelt wurden. Scheele behauptet ferner, dass im Jahre 1814 Mary, ihre Halbschwester Claire Clairmont und Percy Bysshe Shelley Burg Frankenstein besucht haben. Andere Historiker, deren Forschungsgebiete Grimm, Shelley, oder die Burg Frankenstein sind, sehen keinen Beweis für diese Annahmen. Scheeles behaupteter Brief von Grimm an Shelley ist nicht aufgefunden.
Verschiedene Sachbücher über das Leben von Mary Shelley benennen Dippel als möglichen Anknüpfungspunkt. Die Literaturwissenschaftlerin Miranda Seymour weist darauf hin, dass Mary Shelley in ihrem Tagebuch kurz nach ihren Reisen durch die Region um Burg Frankenstein von „gods [making entirely] new men“ spricht. Sie hält den Zusammenhang für mehr als lediglich zufällig. Einige Jahre später, 1840, erwähnt Shelley in ihrem Reisebericht vom 4. Juli auf der Fahrt von Darmstadt nach Heidelberg Frankenstein mit keinem einzigen Wort.
Unabhängig von historischen Tatsachen hat Dippels Status als Prototyp Frankensteins Eingang in die Populärkultur gefunden – ähnlich Graf Draculas gleich kontroverser Austauschbarkeit mit dem historischen Vlad III. Drăculea. Neben dem spekulativen Werk Florescus ist die Dippel/Frankenstein-Verschmelzung Gegenstand mehrerer fiktionaler Werke:
- Robert Anton Wilsons Fantasy-Roman Und die Erde wird beben zeigt Dippel als Monster-Erzeuger, der sich Frankenstein nennt.[15]
- Der Science-Fiction-Roman The Frankenstein Murders von Kathlyn Bradshaw porträtiert Dippel als Assistenten von Viktor Frankenstein.[16]
- Topps vierteilige Comicserie Mary Shelley's Franckenstein stellt Dippel als eine der wesentlichen Inspirationen für Shelleys Frankenstein dar.[17]
- Warren Ellis’ Comic Frankenstein's Womb stellt die Hypothese auf, dass Shelley tatsächlich Burg Frankenstein besuchte und von Dippel vor dem Schreiben ihres Romans hörte.[18]
- Christopher Farnsworths Debüt-Roman Blutiger Schwur: Ein Nathaniel-Cade-Roman (2010) beschreibt einen Vampir, der versucht, einen unsterblichen Dippel von der Erschaffung einer Frankenstein-ähnlichen Armee abzuhalten.
- G.M.S. Altmans Roman  Dippel's Oil zeigt einen gutherzigen Dippel in modernen Zeiten, verwirrt über seinem Einfluss auf den Frankenstein-Mythos.[19]
- Larry Correias Roman Monster Hunter Vendetta bezieht sich auf Dippel als Schöpfer eines rätselhaften Charakters, des 'Agent Franks'.[20]
- Kenneth Oppels Roman aus dem Jahr 2011, Düsteres Verlangen: Die wahre Geschichte des jungen Victor Frankenstein, führt einen Zwillingsbruder Viktor Frankensteins ein, Konrad, benannt nach dem Alchimisten Dippel.
- In Stan Majors Roman „Rimms of Khaos“ spielt Dippel ein unsterbliches kriminelles Genie, das für einen Meistervampir frankensteinartige Monster erschafft.
- Johann Dippel ist der Held des verrückten Doktors Lord Hervey in der Fernsehserie „The Frankenstein Chronicles“, wobei Dippels wiederbelebter Sohn Herveys Komplize ist.
- Jeanette Wintersons Roman „Frankisstein“ aus dem Jahr 2019 dramatisiert den Besuch der Shelleys auf Burg Frankenstein, wo sie die Geschichte von Dippels Entschlossenheit hören, seine geliebte verstorbene Frau wiederzubeleben.

## Werke
- De Nihilo (1693), Magisterarbeit, Gießen
- Orcodoxia orthodoxorun oder die verkehrte Wahrheit und wahrhaftige Lüge der unbesonnenen und eifrigen Lutheraner (1697), eine populäre Streitschrift
- Das gestäupte Pabsttum an den blinden Verfechtern der dörfftigen Menschensatzungen in protestierender Kirch (1698), eine populäre Streitschrift
- Wein und Öl in die Wunden des gestäupten Pabsttums (1698), eine populäre Streitschrift
- Unschuld und Nothwendigkeit des Rechts der Natur und dessen Lehre wider das ungegründete Vorgehen des AUTHORIS des Licht- und Rechts / dargethan von einem Liebhaber der Wahrheit. (1704), hieraus ist das oben angegebene Zitat
- Fatum fatuum (1708) eine gegen Descartes, Hobbes, Spinoza gerichtete Schrift zur Willensfreiheit
- Eröffneter Weg zum Frieden mit Gott und allen Creaturen, durch die Publication der sämtlichen Schriften Christiani Democriti (posthume Gesamtausgabe in 3 Bänden, Berleburg 1747; die erste Ausgabe von 1709 war von Dippel selbst nach und nach in weiteren Ausgaben erweitert worden)
- Vitae animalis morbus et medicina suae vindicata origini (1711), Dissertation in Medizin, Leiden
- Der von den Nebeln der Verwirrung gesäuberte helle Glanz des Evangelio Jesu Christi oder Entwurf der Heilsordnung in 153 Fragen (1727), ein aufklärerischer Katechismus
- Vera demonstratio evangelica, Das ist, ein in der Natur in dem Wesen der Sache selbst so wohl, als in heiliger Schrift gegründeter Beweiß der Lehre und des Mittleramts Jesu Christi (1729) Digitalisat online